# Cinestar

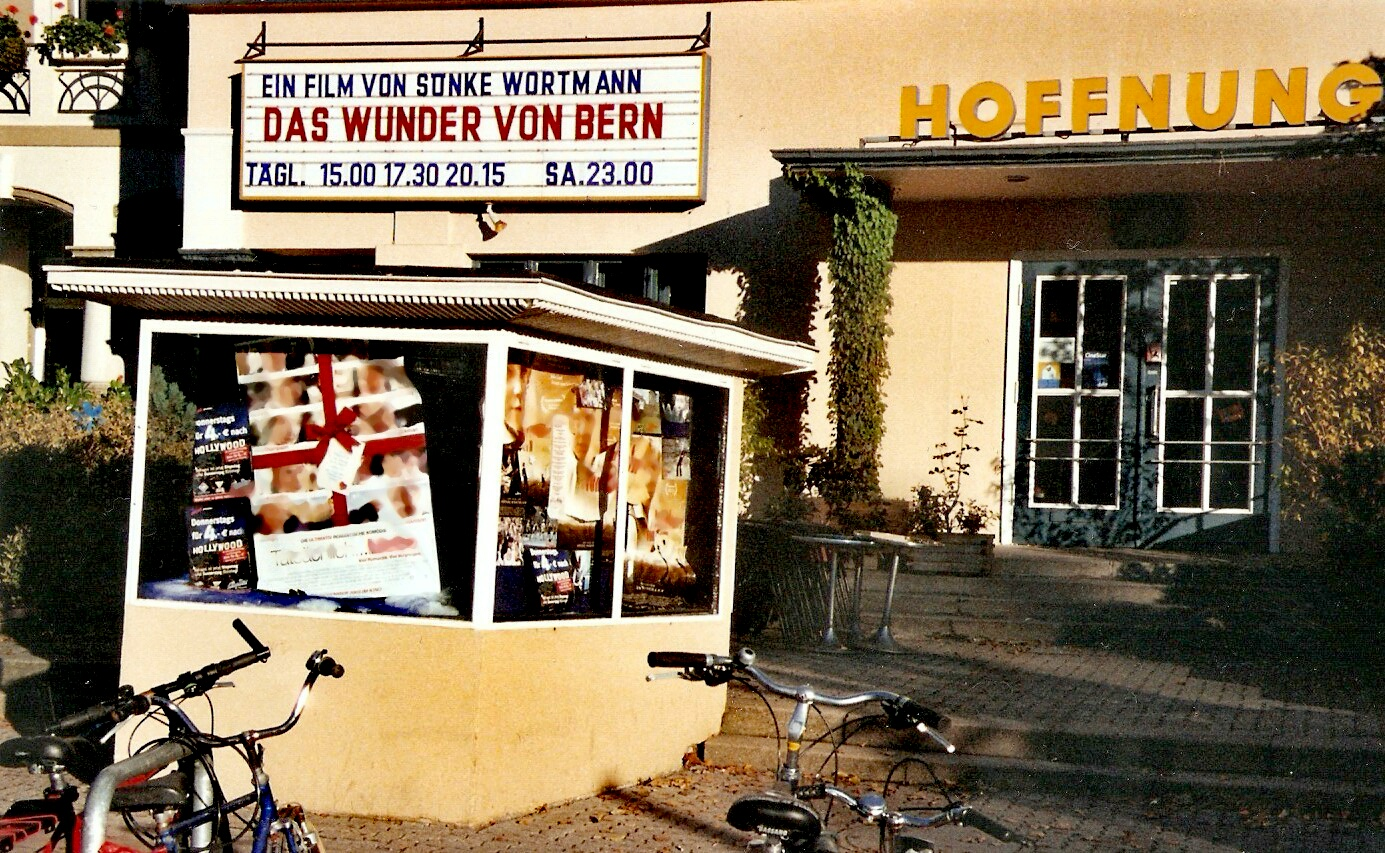
Lichtspiele Hoffnung, 1949–2004 Stammhaus der Kiefts in Lübeck

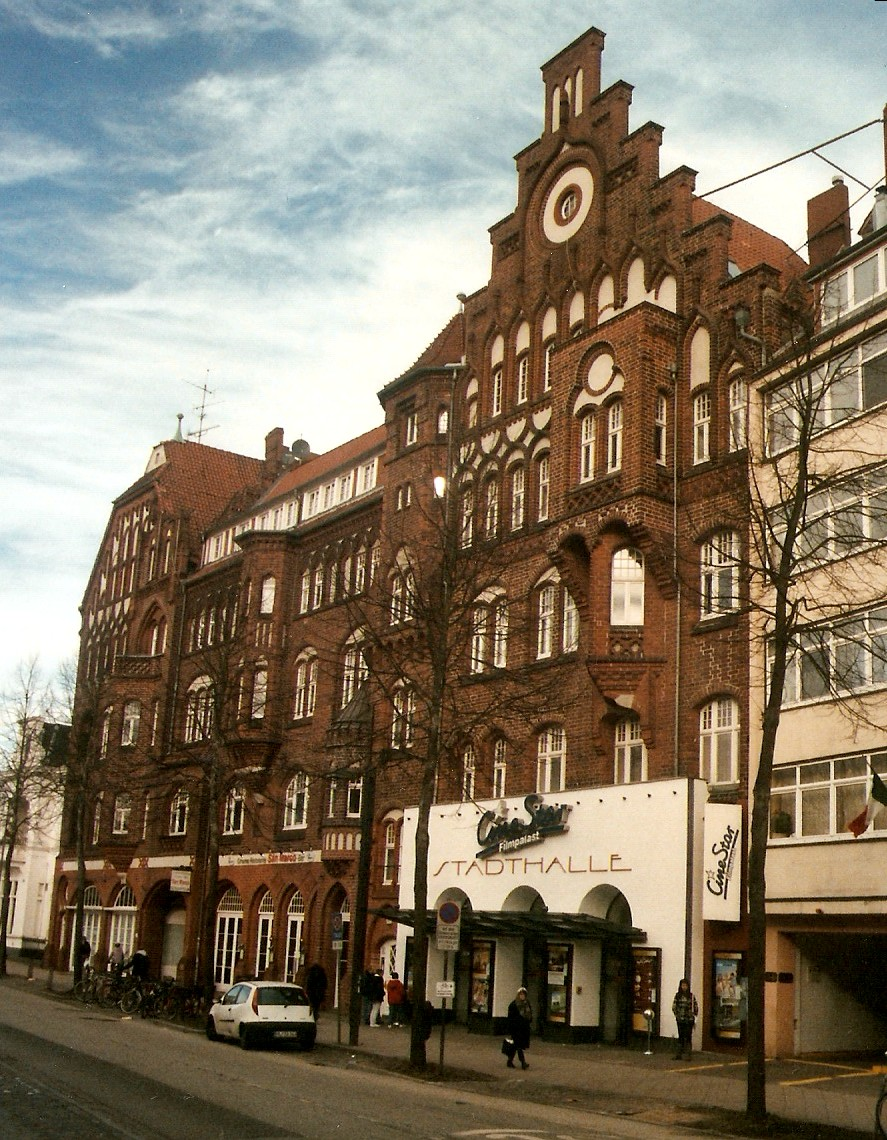
CineStar in der Stadthalle Lübeck

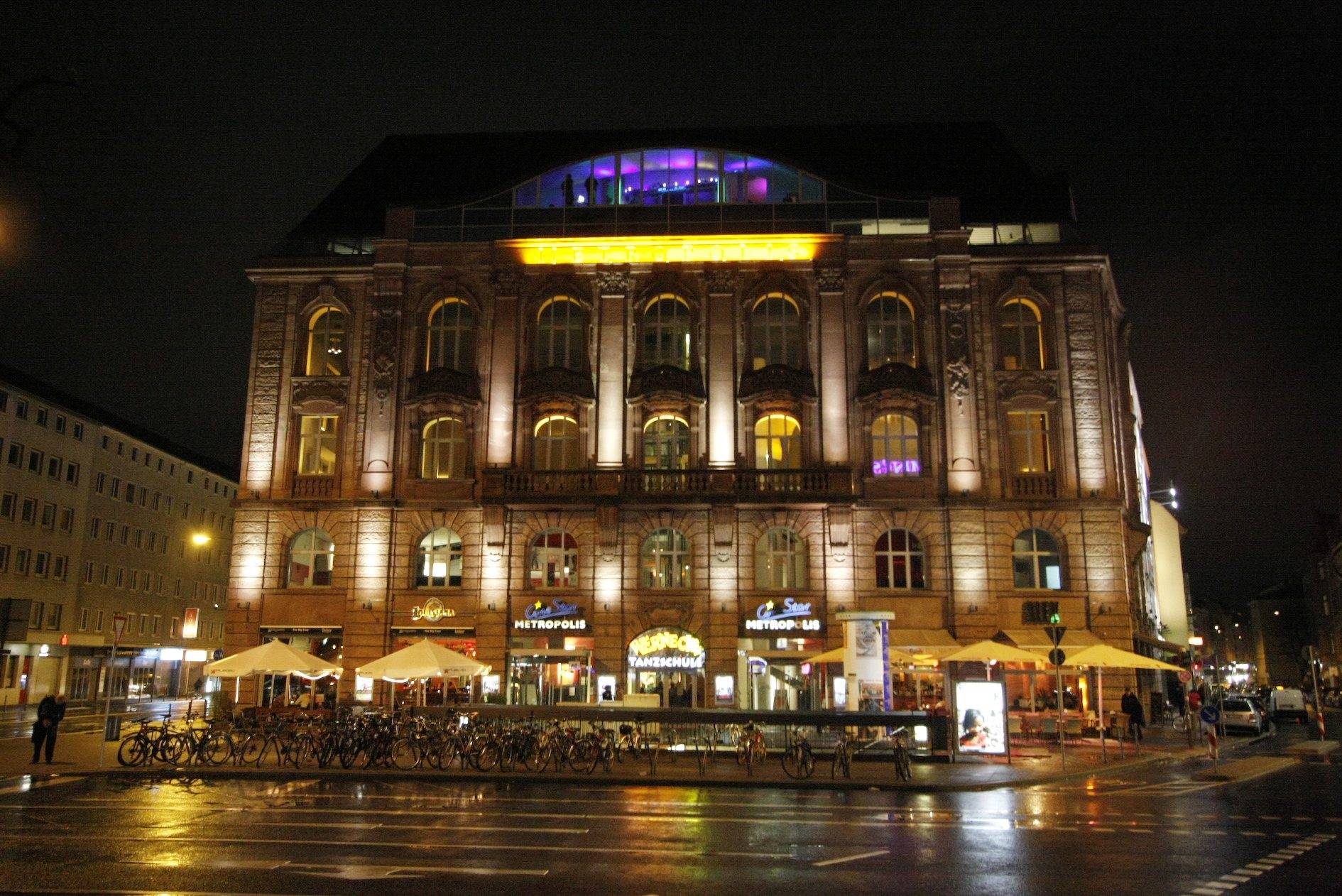
CineStar Metropolis in Frankfurt am Main

CineStar ist ein Betreiber von 46 Kinos, mit 367 Leinwänden, 83.533 Plätzen und 493 Rollstuhlplätzen Marktführer in Deutschland.

## Unternehmensgeschichte

### Kieft & Kieft Filmtheater
Die Gruppe wurde als Privatunternehmen von Hilma und Albert Kieft gegründet und unter dem Namen Kieft & Kieft Filmtheater geführt. Stammhaus war bis 2004 das 1948 eröffnete Kino Lichtspiele Hoffnung in Lübeck. 1975 bzw. 1979 traten Marlis und Heiner Kieft, zwei von Alberts fünf Kindern, in den Betrieb des Vaters ein und vergrößerten ihn kontinuierlich. Der Aufstieg des Familienunternehmens begann nach der deutschen Wiedervereinigung mit der Übernahme zahlreicher Kinos der früheren DDR. Mit Anbruch der Großkino-Ära baute die Kieft-Gruppe 1993 die Lübecker Stadthalle, den traditionellen Hauptaustragungsort der Nordischen Filmtage Lübeck, zum Multiplex-Kino auf und geben ihm den Namen CineStar – Der Filmpalast.
Der nächste CineStar Filmpalast wurde 1995 in Wismar eröffnet. Bis zur Jahrtausendwende wurden etliche weitere neue Multiplex-Häuser eröffnet, unter anderem in Erlangen, Augsburg, Bamberg, Ingolstadt, Villingen-Schwenningen, Frankfurt a. M., Bielefeld und Garbsen bei Hannover. Besondere Ehrung erfuhr die Kieft-Gruppe 1997 mit dem Erhalt des International Exhibitor of the Year Awards, des bedeutendsten Preises für Kinobetreiber. Das Preiskomitee der National Association of Theatre Owners (NATO) würdigte auf der ShoWest in Las Vegas sowohl die Qualität der Kinos als auch die der Programmauswahl. 1998 beteiligte sich der größte australische Kinobetreiber Greater Union durch seine Tochtergesellschaft Amalgamated Holdings Limited (AHL) im Rahmen eines Joint Venture mit 50 Prozent an der Kieft & Kieft Filmtheater GmbH. Es folgten prestigeträchtige Neueröffnungen wie etwa im Jahr 2000 das CineStar Original im Sony Center, Berlin, das sich auf Filme in englischer Originalsprache spezialisierte und ein IMAX-3D-Kino beheimatete. Das CineStar in Leipzig (2001) etablierte sich schnell als Veranstaltungsort diverser Festivals wie das Wave-Gotik-Treffen oder das DOK Leipzig. Einige Partnerkinos, u. a. die Village Cinemas, gehören ebenfalls zur CineStar-Gruppe.

### Neue Filmpalast
Am 1. April 2003 übernahmen Kieft & Kieft zusammen mit dem Fürther Kinowerbevermarkter RoWo 32 der 37 Ufa-Kinos. Die gemeinsame Auffanggesellschaft nannten sie Neue Filmpalast GmbH. Mit beiden Gesellschaften betrieben Kieft & Kieft nun 94 Kinos mit insgesamt 611 Sälen und waren damit Marktführer unter den deutschen Kinobetreibern.

### Greater Union Filmpalast
Die Übernahme der maroden Ufa-Theatergruppe erwies sich als Fehlentscheidung; die schwere finanzielle Krise der Ufa brachte das zu großen Teilen familiär geführte Unternehmen an seine finanziellen Grenzen. Die Folge: Der bisherige Joint-Venture-Partner AHL übernahm 2004 die Geschäftsanteile der Geschwister Kieft – und hielt damit 100 Prozent an der Kieft & Kieft Filmtheater GmbH sowie 50 Prozent an der Neuen Filmpalast GmbH & Co. KG. Marlis und Heiner Kieft blieben vorerst als Geschäftsführer neben David Seargeant (AHL) im Management tätig. Das neue Unternehmen firmierte fortan als Greater Union Filmpalast GmbH.
Die Greater Union retournierte einen Teil der Ufa-Kinos an den Ufa-Insolvenzverwalter. Am 1. Januar 2005 fiel die rautenförmige Ufa-Marke an den Eigentümer, die RTL-Group, zurück. Die verbleibenden Kinos wurden in CineStar umbenannt. Der australische Entertainmentkonzerns AHL betreibt unter den Markennamen Greater Union, Birch Carroll & Coyle sowie CineStar Kinos in Australien, Europa und im Nahen Osten. Als Marlis Kieft das größte deutsche Kinounternehmen Ende 2010 verließ, zählte es 73 Kinos an 62 Standorten.
Für die Beschäftigten in den CineStar-Kinos in Deutschland trat zum 1. Januar 2013 ein einheitlicher Tarifvertrag in Kraft. Um die Verhandlungen voranzubringen, wurde seit Dezember 2011 in mehreren Filmtheatern immer wieder die Arbeit niedergelegt. Die Beschäftigten wurden dabei durch die Gewerkschaft ver.di unterstützt.

### Event Hospitality & Entertainment Ltd
Im Dezember 2015 nahm die Besitzerin AHL eine Umfirmierung in Event Hospitality & Entertainment Limited vor. 2017 ging David Seargeant als Geschäftsführer in den Ruhestand; seine Nachfolge trat Jane Hastings an.
Im Oktober 2018 wurde der Verkauf der Kinokette an den britischen CinemaxX-Eigner Vue Entertainment bekanntgegeben. Das Bundeskartellamt gab die Fusion am 2. März 2020 frei – unter der Bedingung, innerhalb von sechs Monaten fünf CineStar-Kinos und ein CinemaxX-Kino an andere Betreiber zu veräußern, um ein Monopol in den sechs Städten zu verhindern. Anvisiert waren die CineStar-Kinos in Augsburg, Bremen, Gütersloh, Magdeburg und Remscheid sowie das CinemaxX-Kino in Mülheim an der Ruhr.
Stand zum Ende des Jahres 2020: Der australische Mutterkonzern der CineStar-Kinogruppe hat die Fusionspläne mit CinemaxX vorerst abgesagt. Vue Entertainment wird vorgeworfen, die bereits mehrmals verlängerte Verkaufsfrist nicht eingehalten zu haben. Neue Bedingungen verstießen außerdem gegen den bestehenden Kaufvertrag. Die rechtlichen Optionen würden nun geprüft. Nur in Gütersloh konnte der Kinobetrieb verkauft werden: an den Besitzer der Immobilie.
CineStar Original und IMAX im Sony Center am Potsdamer Platz in Berlin hatten ihre Pforten bereits am 1. Januar 2020 geschlossen. Das CineStar Bielefeld vollzog seine Schließung nach 20 Jahren am 13. März 2020.
Im Mai 2021 wurde bekannt, dass das CineStar im Bamberger Atrium nach der Corona-Pandemie nicht wieder öffnen wird, sondern für immer geschlossen bleibt.
Im Sommer 2023 teilte CineStar mit, die Standorte Ludwigshafen und Wolfenbüttel aufzugeben.
Im November 2023 wurde bekannt, dass an vier deutschen CineStar-Standorten durch eine Kooperation mit IMAX neue IMAX-Leinwände entstehen sollen. Die Standorte selbst wurden allerdings nicht kommuniziert.
Im Oktober 2024 wurde das Dortmunder Kino der größte Saal zum IMAX umgebaut, im Dezember eröffnet das CineStar Metropolis in Frankfurt am Main mit einem neuen IMAX Saal, gleichzeitig wird der Filmpalast in Frankfurt am Main an der Mainzer Landstrasse aus Umnutzungsgründen geschlossen.

## Kino-Standorte
| Stadt                         | Kino                                    | Säle     | Sitzplätze        | davon Rollstuhlplätze | Anmerkungen           |
| ----------------------------- | --------------------------------------- | -------- | ----------------- | --------------------- | --------------------- |
| Augsburg                      | CineStar Augsburg                       | 09       | 1.615             | 8                     |                       |
| Berlin – Alexanderplatz/Mitte | CineStar – CUBIX Filmpalast             | 09       | 2.274             | 14                    |                       |
| Berlin – Hellersdorf          | CineStar – Der Filmpalast               | 07       | 1.465             | 08                    | Mit 12 Sälen eröffnet |
| Berlin – Prenzlauer Berg      | Kino in der KulturBrauerei              | 08       | 1.587             | 200                   |                       |
| Berlin – Tegel                | CineStar – Der Filmpalast               | 09       | 2.116             | 11                    |                       |
| Berlin – Treptow              | CineStar – Der Filmpalast               | 09       | 2.409             | 18                    |                       |
| Bonn                          | Stern Lichtspiele                       | 03       | 0.520             | 5                     |                       |
| Bremen                        | CineStar Kristall-Palast                | 11       | 3.338             | 12                    |                       |
| Chemnitz                      | CineStar – Der Filmpalast am Roten Turm | 11       | 2.217             | 22                    |                       |
| Dortmund                      | CineStar – Der Filmpalast               | 14       | 3.703             | 16                    | IMAX seit 2024        |
| Düsseldorf                    | CineStar – Der Filmpalast               | 09       | 2.534             | 20                    |                       |
| Emden                         | CineStar – Der Filmpalast               | 06       | 0.834             | 07                    |                       |
| Erfurt                        | CineStar – Der Filmpalast               | 08       | 2.116             | 08                    |                       |
| Erlangen                      | CineStar – Der Filmpalast               | 10       | 1.977             | 10                    |                       |
| Frankfurt (Oder)              | CineStar – Der Filmpalast               | 06       | 1.394             | 11                    |                       |
| Frankfurt am Main             | CineStar Metropolis                     | 12       | 3.011             | 15                    |                       |
| Fulda                         | CineStar – Der Filmpalast               | 08       | 1.683             | 7                     |                       |
| Garbsen                       | CineStar – Der Filmpalast               | 09       | 2.284             | 10                    |                       |
| Greifswald                    | CineStar – Der Filmpalast               | 06       | 0.920             | 08                    |                       |
| Hagen                         | CineStar – Der Filmpalast               | 08       | 2.107             | 18                    |                       |
| Ingolstadt                    | CineStar – Der Filmpalast               | 10       | 1.637             | 11                    |                       |
| Jena                          | CineStar – Der Filmpalast               | 08       | 1.437             | 09                    |                       |
| Karlsruhe                     | Partnerkino Filmpalast am ZKM           | 10       | 2.666             | 28                    |                       |
| Konstanz                      | Partnerkino CineStar – Der Filmpalast   | 09       | 1.394             | 10                    |                       |
| Leipzig                       | CineStar – Der Filmpalast               | 08       | 2.438             | 20                    |                       |
| Lübeck                        | CineStar – Filmpalast Stadthalle        | 07       | 1.366             | 2                     |                       |
| Lübeck                        | Filmhaus                                | 03       | 0.375             | –                     |                       |
| Magdeburg                     | CineStar – Der Filmpalast               | 09       | 2.216             | 22                    |                       |
| Mainz                         | CineStar – Der Filmpalast               | 10       | 2.554             | 25                    |                       |
| Neubrandenburg                | CineStar – Der Filmpalast               | 08       | 1.694             | 14                    |                       |
| Neumünster                    | CineStar Neumünster                     | 07       | 1.201             | 11                    |                       |
| Oberhausen                    | CineStar – Der Filmpalast               | 09       | 2.532             | 14                    |                       |
| Remscheid                     | CineStar Remscheid                      | 06       | 1.094             | 12                    |                       |
| Rostock                       | CineStar – Der Filmpalast               | 07       | 1.813             | –                     |                       |
| Rostock                       | CineStar Capitol Filmpalast             | 04       | 1.065             | 30                    |                       |
| Saarbrücken                   | CineStar – Der Filmpalast               | 11       | 2.489             | 12                    |                       |
| Siegen                        | CineStar – Der Filmpalast               | 09       | 1.749             | 06                    |                       |
| Stade                         | CineStar – Der Filmpalast               | 05       | 898               | 04                    |                       |
| Stralsund                     | CineStar – Der Filmpalast               | 06       | 1.109             | 60                    |                       |
| Villingen-Schwenningen        | CineStar – Der Filmpalast               | 07       | 1.624             | 07                    |                       |
| Waren (Müritz)                | CineStar – Der Filmpalast               | 03       | 0.442             | 02                    |                       |
| Weimar                        | CineStar – Der Filmpalast               | 06       | 0.984             | 100                   |                       |
| Wildau                        | CineStar – Der Filmpalast               | 10       | 2.182             | 09                    |                       |
| Wismar                        | CineStar – Der Filmpalast               | 04       | 0.498             | –                     |                       |
| Insgesamt:                    | 46 Standorte                            | 367 Säle | 83.533 Sitzplätze | 493 Rollstuhlplätze   |                       |

Stand: März 2023

### Ehemalige Standorte
| Stadt             | Kino                                           | Säle | Sitzplätze     | davon Rollstuhlplätze | Bemerkungen |
| ----------------- | ---------------------------------------------- | ---- | -------------- | --------------------- | --- |
| Bamberg           | CineStar – Der Filmpalast                      | 8    | 1.539          |                       | Endgültig geschlossen seit Mai 2021 |
| Berlin – Mitte    | CineStar – IMAX                                | 01   | 0.537 (328)    |                       | Geschlossen seit 31. Dezember 2019. Wurde 01/2000 eröffnet und war von 03/2011 bis 06/2013 geschlossen.                                               |
| Berlin – Mitte    | CineStar Potsdamer Platz – Sony Center         | 08   | 2.279          |                       | Geschlossen seit 1. Januar 2020 |
| Bielefeld         | CineStar – Der Filmpalast                      | 10   | 2.315          |                       | Geschlossen seit 13. März 2020 |
| Chemnitz          | CineStar Luxor – Der Filmpalast                | 12   | 2.402          | –                     | Geschlossen seit 19. Mai 2011. Kino 12 (Studio 50 Pl.)                                                                                                |
| Chemnitz          | CineStar Vita-Center – Der Filmpalast          |      |                | –                     | Geschlossen seit Dezember 2008 |
| Crimmitschau      | CineStar – Der Filmpalast                      | 03   | 0.441          | –                     | Geschlossen am 29. Juni 2022 |
| Frankfurt am Main | CineStar – Der Filmpalast (Mainzer Landstraße) | 08   | 1.881          | 24                    | Geschlossen im November 2024 |
| Güstrow           | CineStar – Schauburg Filmpalast                | 03   | 0.597          |                       | Geschlossen im Jahr 2005 und ab 2006 mit neuem Betreiber als Moviestar eröffnet                                                                       |
| Gütersloh         | CineStar – Der Filmpalast                      | 08   | 1.315          |                       | Geschlossen im März 2020 und dann verkauft. 11/2021 Neueröffnung als Filmwerk                                                                         |
| Ludwigshafen      | CineStar – Der Filmpalast                      | 11   | 2.019          | 24                    | Geschlossen im Dezember 2023 |
| Meissen           | CineStar – Die Filmbühne                       | 04   | 0.690          |                       | Seit 2013 als Filmpalast weiter betrieben |
| Osnabrück         | CineStar – Der Filmpalast                      | 07   | 2.078          | 07                    | Am 23. Juni 2019 geschlossen, Neueröffnung als Hall of Fame mit neuem Betreiber am 18. Dezember 2019.                                                 |
| Schwedt           | CineStar – Der Filmpalast                      | 04   | 0.765          |                       | Seit 26. Oktober 2006 neuer kommunaler Betreiber (FilmforUM Schwedt)                                                                                  |
| Weimar            | CineStar – Atrium Weimar                       | 02   | 0.256          |                       | Geschlossen seit 2021. Cinestar ließ den Mietvertrag während der Corona-Pandemie auslaufen, betreibt jedoch weiterhin ein weiteres Kino in der Stadt. |
| Zwickau           | CineStar Astoria Filmpalast                    | 07   | 1.420 (*1.230) |                       | Der Filmpalast Astoria wird von 2003 bis 2013 als CineStar Astoria Filmpalast betrieben (* Sitze 2013)                                                |

## CineStar im Ausland
Bis 2002 gab es auch in Österreich CineStar-Kinos, danach zog sich das Unternehmen vom österreichischen Markt zurück. Die Gebäude wurden von Cineplexx übernommen. Erst im Jahr 2001 hatte das CineStar in Österreich das zweite Kino in Wien eröffnet. In der Schweiz existiert ein CineStar-Kino in Lugano. Dazu kommen 13 Kinos in Tschechien, darunter das größte Kino des Landes im Prager Stadtteil Smíchov. Zudem führt CineStar Kinos in Kroatien sowie in Bosnien und Herzegowina.